# Herz Jesu (Brackwede)

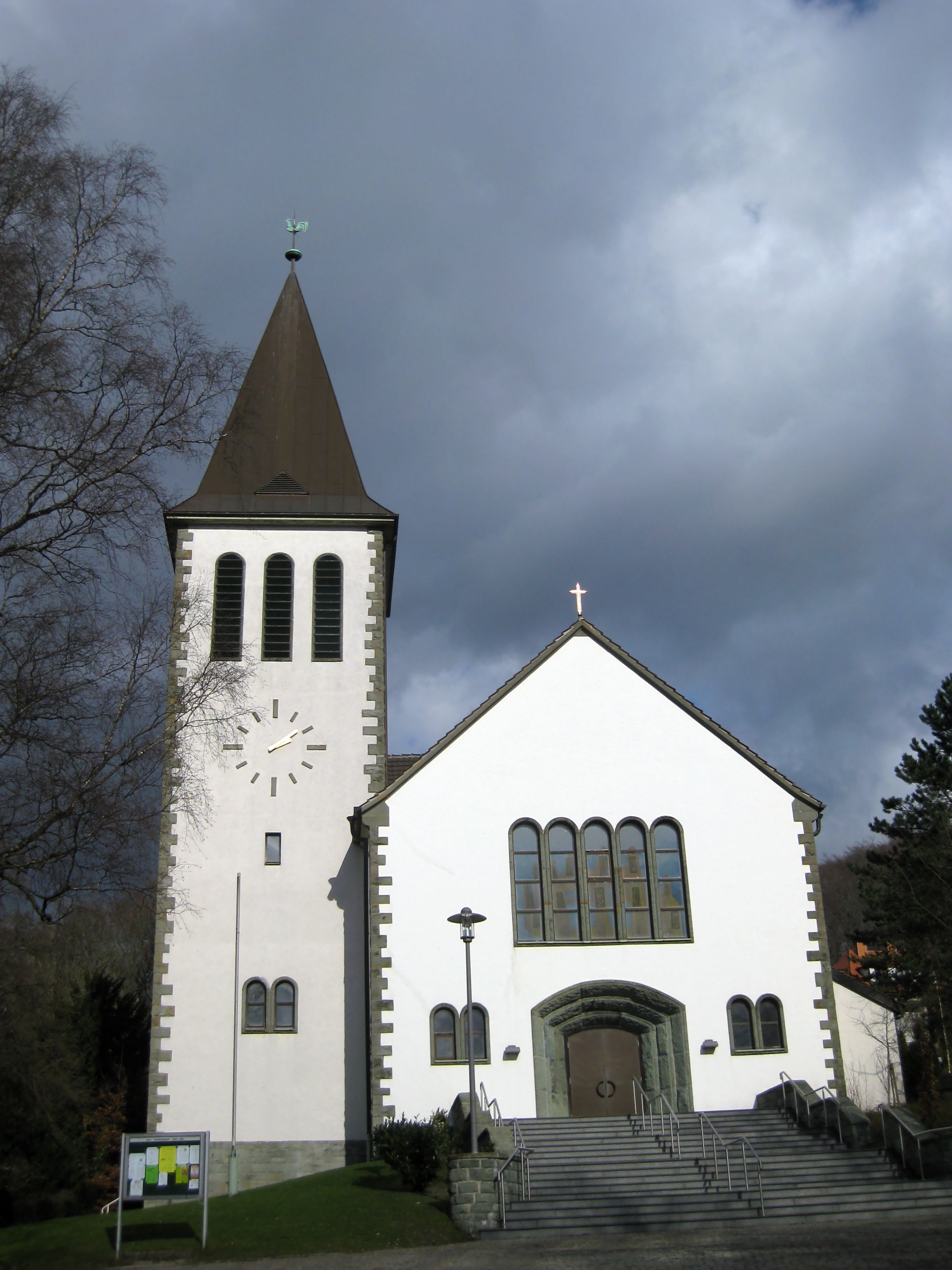
Herz Jesu in Bielefeld-Brackwede

Herz Jesu ist eine römisch-katholische Pfarrkirche im Bielefelder Stadtbezirk Brackwede. Sie gehört zur Pfarrei St. Elisabeth Bielefeld im Dekanat Bielefeld-Lippe des Erzbistums Paderborn.

## Geschichte
1871 zählte Brackwede 97 Katholiken, deren Zahl bis 1890 auf über 450 angewachsen war. Sie gehörten zur St.-Jodokus-Gemeinde in Bielefeld. Am 29. August 1890 beschloss deshalb der Kirchenvorstand, ein Missionshaus zu bauen. Mit Genehmigung der Bezirksregierung Minden und einem Kapital von 15.000 Mark wurde eine Kirche errichtet, die am 13. Dezember 1891 geweiht werden konnte.
Nachdem die Zahl der Gläubigen bis 1898 auf über 700 gestiegen war, wurde die Kirche zu klein. 1917 wurde die Herz-Jesu-Kirche zur Pfarrkirche erhoben. Ab 1918 hielt man regelmäßig Kollekten für einen Neubau ab, es blieb aber schließlich bei einem 1932 ausgeführten Erweiterungsbau. 1941 versetzte man einen Barockaltar aus einer Kapelle in Senne 1 in die Kirche.
Durch den Zweiten Weltkrieg stieg die Zahl der Gläubigen auf über 9.000. 1950 wurde die Marienhöhe eingeweiht. Am 2. September 1953 begann man mit den Bauarbeiten für eine neue Kirche. Am 25. Oktober des Jahres erfolgte die Grundsteinlegung. 1956 war der Bau so weit vorangeschritten, dass man die Glocken aus der alten Kirche in die neue überführen konnte. Im August 1962 brach man die alte Kirche ab und ließ an deren Stelle Pfarrheim und Küsterwohnung errichten.
Während einer großen Kirchenrenovierung 1987 wurden der Hochaltar abgebaut und der Altarraum abgesenkt. Bis Palmsonntag waren die Arbeiten abgeschlossen und die Kirche konnte erneut konsekriert werden. 1997 erfolgte eine Renovierung des Kirchturms.